# Einer fehlt beim Kurkonzert
Einer fehlt beim Kurkonzert ist ein Fernsehfilm von Jürgen Roland, der am 28. Dezember 1968 in der ARD erstausgestrahlt wurde. Die in schwarz-weiß gedrehte Sendung war eine Produktion des Norddeutschen Rundfunks.

## Inhalt
Polizeioberkommissar Leo Klipp aus München ist zu Gast in der Ferienpension von Frau Trojan auf der fiktiven Nordseeinsel Langeney. Dort sind unter anderem auch die Schwestern Agathe und Hilde Brocksiepen mit ihrem vermögenden Mündel Harald abgestiegen sowie das Ehepaar Eisenreich. Harald beginnt schon bald, den Damen um ihn herum mit seiner charmanten Art den Kopf zu verdrehen. Klipp seinerseits findet Gefallen an der jungen Tschechin Jana.
Eines Morgens wird Harald erstochen in seinem Zimmer aufgefunden. Da die Kriminalpolizei vom Festland wegen der Gezeiten erst am späten Nachmittag auf der Insel eintreffen kann, gibt sich Klipp, der sich bislang lediglich als Lehrer ausgegeben hatte (tatsächlich ist er Lehrer an einer Polizeischule), als Kriminalbeamter zu erkennen und beginnt, die Gäste und Mitarbeiter der Pension zu befragen, unter denen er den Mörder oder die Mörderin vermutet.
Tatverdächtig ist die Hausangestellte Gesine, die nachts gesehen wurde, als sie mit einem Messer durch das Haus schlich. Gesine flieht, wird aber von Klipp im Hause ihres Bruders Reent aufgefunden. Reent verhilft seiner Schwester zunächst zur Flucht, doch Klipp kann Gesine stellen, die zwar die Tötungsabsicht gesteht, nicht aber die Tat selber. Als sie mit dem Messer vor Haralds Bett stand, habe sie ein Geräusch gehört, das Messer fallen lassen und sei davongelaufen. So gerät Dr. Eisenreich in den Fokus der Ermittlungen, denn Harald hatte Eisenreichs Frau in aller Öffentlichkeit umgarnt. Eisenreich streitet die Vorwürfe zunächst vehement ab, doch unter dem Druck von Klipps Befragung gibt er den Mord schließlich zu. Er sei nachts seiner Frau gefolgt, die augenscheinlich zu Harald wollte. Vor dem Bett habe er das Messer liegen sehen und damit dem schlafenden Harald einen Stich ins Herz versetzt.
Eisenreich bittet darum, sein Geständnis schriftlich niederlegen zu dürfen, und Klipp lässt ihn alleine. Diese Gelegenheit nützt Eisenreich, um sich die Pulsadern aufzuschneiden. Er wird jedoch rechtzeitig entdeckt und in die Praxis von Dr. Knopf gebracht, der auch bereits die Leichenschau vorgenommen hatte. Knopf hat allerdings inzwischen herausgefunden, dass Harald bereits tot war, als Eisenreich auf ihn einstach. Vielmehr wurde Harald mit Schokolade vergiftet, was Klipp auf eine andere Spur führt. Er findet im Zimmer von Agathe Brocksiepen eine Pralinenschachtel und lässt den Inhalt vom örtlichen Apotheker auf Gift untersuchen. Währenddessen erhält Klipp die Nachricht, dass Agathe aus der Pension geflohen sei, was er als Schuldeingeständnis wertet. Ratlos reagiert er allerdings auf das negative Ergebnis der Untersuchung des Apothekers, der die Pralinen seinen weißen Mäusen zu Testzwecken zu fressen gegeben hatte.
Klipp fährt daraufhin zum Hafen, wo inzwischen die Kollegen vom Festland eingetroffen sind. Diese haben Agathe nahe dem Hafen in einem seeuntüchtigen Ruderboot aufgegriffen. Agathe gibt zu, dass sie sich einer drohenden Verhaftung entziehen wollte, um sich um den Nachlass ihres Neffen kümmern zu können. Mit einem Trick kann Klipp schließlich Hilde Brocksiepen als Giftmörderin entlarven. Diese gesteht, Harald aus Habgier getötet und ihre Schwester zur Flucht überredet zu haben, in der Hoffnung, dass sie bei der Überfahrt ertrinken würde, um so alleine das Erbe antreten und dem Einfluss ihrer dominanten Schwester entgehen zu können.

## Sonstiges
Vorlage für den auf der ostfriesischen Insel Norderney und im Studio Hamburg gedrehten Film war der gleichnamige Roman von Hansjörg Martin, der auch am Drehbuch beteiligt war. Jürgen Roland führt zu Beginn mit einigen Sätzen in die Geschichte ein und erwähnt dabei, dass es sich um keine seiner damals sehr populären Stahlnetz-Produktionen handelt. Dagegen wurde Einer fehlt beim Kurkonzert in der Folgezeit häufig irrtümlich der ebenfalls von Jürgen Roland stammenden Reihe Dem Täter auf der Spur zugeordnet und ist auch tatsächlich in einer entsprechenden DVD-Box enthalten.
Die Streicher des Tanz- und Unterhaltungsorchesters des NDR fungierten unter der Leitung von Alfred Hause als Kurorchester Langeney. Hause mimt mit angeklebtem Bart den Dirigenten, der das Stahlnetz-Intro spielen lässt und daraufhin von Roland entsprechend zurechtgewiesen wird.
Die tschechische Schauspielerin Jana Nováková (1948–1968) war seit Mitte der 1960er-Jahre auch in einigen bundesdeutschen Produktionen zu sehen gewesen. Sie hatte 1967 den 40 Jahre älteren Geschäftsmann Eugen Gruber aus München geheiratet, der sie während der Dreharbeiten eifersüchtig verfolgte, woraufhin ihm von Roland ein Zutrittsverbot zum Studio Hamburg auferlegt wurde. Am 3. Dezember 1968 erschoss Gruber seine Frau, ehe er sich selber das Leben nahm.